# (5803) Ötzi
(5803) Ötzi – planetoida z grupy pasa głównego asteroid okrążająca Słońce w ciągu 4 lat i 108 dni w średniej odległości 2,64 j.a. Została odkryta 21 lipca 1984 roku w Kleť Observatory w pobliżu Czeskich Budziejowic przez Antonína Mrkosa. Nazwa planetoidy pochodzi od Ötziego, zmumifikowanego człowieka lodu, który zmarł ok. 3300 lat p.n.e. Została zaproponowana przez Miloša Tichego. Przed nadaniem nazwy planetoida nosiła oznaczenie tymczasowe (5803) 1984 OA.